# Euchlaena effectaria
Euchlaena effectaria là một loài bướm đêm trong họ Geometridae.